# تي. غلان كافلين
تي. غلان كافلين (بالإنجليزية: T. Glen Coughlin)‏ (1958)؛ روائي أمريكي.